# Màiskoie (Primórie)
|  | Per a altres significats, vegeu «Màiskoie». |

Màiskoie (en rus: Майское) és un poble del krai de Primórie, a l'Extrem Orient de Rússia, que en el cens del 2010 tenia 562 habitants. Es troba al districte rural de Khankaiski.